# Pablo (ur. 1992)
Pablo Felipe Teixeira (ur. 23 czerwca 1992 w Cambé) – brazylijski piłkarz występujący na pozycji napastnika, w klubie Athletico Paranaense.

## Kariera piłkarska
Od 2011 roku występował w Athletico Paranaense, Figueirense, Real Madryt B i Cerezo Osaka.